# Xialu (Huangshi)
Xialu (chiń. upr. 下陆区; chiń. trad. 下陸區; pinyin Xiàlù Qū) – dzielnica w północnej części prefektury miejskiej Huangshi w prowincji Hubei w Chińskiej Republice Ludowej. Według danych z 2010 roku, liczba mieszkańców dzielnicy wynosiła 176614.